# انبایشل
انبایشل (به آلمانی: Ehenbichl) یک منطقهٔ مسکونی در اتریش است که در ناحیه رویت واقع شده‌است. انبایشل ۷٫۳ کیلومتر مربع مساحت دارد ۸۶۲ متر بالاتر از سطح دریا واقع شده‌است.